# Линицький Олександр Іванович
Олександр Линицький (1871–1945) — генерал-майор, герой Першої світової війни, учасник Білого руху.

## Життєпис
Православний. Із дворян. Освіту здобув у Харківській 2-й гімназії.
У 1894 році закінчив Миколаївське кавалерійське училище, звідки випущений був корнетом до 28-го драгунського Новгородського полку. Призначений у поручики 15 березня 1898 року, штабс-ротмістри — 15 березня 1899 року. У 1901 році закінчив Миколаївську академію Генерального штабу за 1-м розрядом і 23 травня того ж року був призначений ротмістром «за чудові успіхи в науках».
26 листопада 1901 року переведений до Генерального штабу з призначенням старшим ад'ютантом штабу 32-ї піхотної дивізії та з перейменуванням у капітани. 5 червня 1903 року призначений старшим ад'ютантом штабу 11-го армійського корпусу. 20 жовтня 1904 року відрахований з посади з відрядженням до Чугуївського піхотного юнкерського училища для викладання військових наук, 6 грудня того ж року призначений підполковником. 2 вересня 1908 року призначений штаб-офіцером для доручень при штабі 11-го армійського корпусу. 6 грудня 1909 року зроблений полковниками «за відзнаку по службі». 21 грудня 1912 року призначений начальником штабу 11-ї кавалерійської дивізії.
21 квітня 1914 року призначений начальником штабу 4-ї кавалерійської дивізії, з якою і вступив у Першу світову війну . 21 січня 1915 призначений командиром 3-го драгунського Новоросійського полку. Нагороджений Георгіївською зброєю
|  | За те, що в боях на р. Дубіссе біля панського двору Юзефова, командуючи загоном і забезпечуючи правий фланг нашого розташування на правому березі р. Дубісси, що був тактичним ключем позиції. Дубісси, що був тактичним ключем позиції, незважаючи на постійний інтенсивний вогонь німців і запеклі їхні атаки протягом 15, 16, 17 і 19 травня 1915 року, що мали на меті будь-що-будь збити наш загін і в такий спосіб охопити правий фланг нашого розташування, відбив усі атаки переважаючих сил німців із великою для німців шкодою та зберіг позицію, що її займав загін, чим забезпечив правий фланг і тил загону, а також сприяв успіху подальших наших дій. |

17 жовтня 1915 призначений командувачем 1-ї бригадою 16-ї кавалерійської дивізії, а 2 лютого 1916 — начальником штабу 7-ї кавалерійської дивізії. 9 липня 1916 року зроблений генерал-майори «за відмінності у справах проти ворога». 30 жовтня 1916 призначений начальником штабу 1-го Кавказького кавалерійського корпусу, що діяв у Персії.
З 11 серпня 1919 року перебував у резерві чинів при штабі головнокомандувача ВРЮР, з 21 жовтня — членом комісії з розгляду положень про проходження служби та влаштування військ. На початку 1920 евакуювався з Новоросійська на Лемнос на кораблі «Брауенфелз». 16 жовтня 1920 року виїхав у Російську армію кораблем «Херсон». Галіполієць. 1921 року — інспектор класів Миколаївського кавалерійського училища.
В еміграції у Югославії. У 1931 році очолював групу Товариства галіполійців у Крагуєваці. Станом на 1 квітня 1937 року — член Товариства офіцерів Генерального штабу.
Помер 16 травня 1945 року. Похований на Вароському цвинтарі у Крагуєваці.

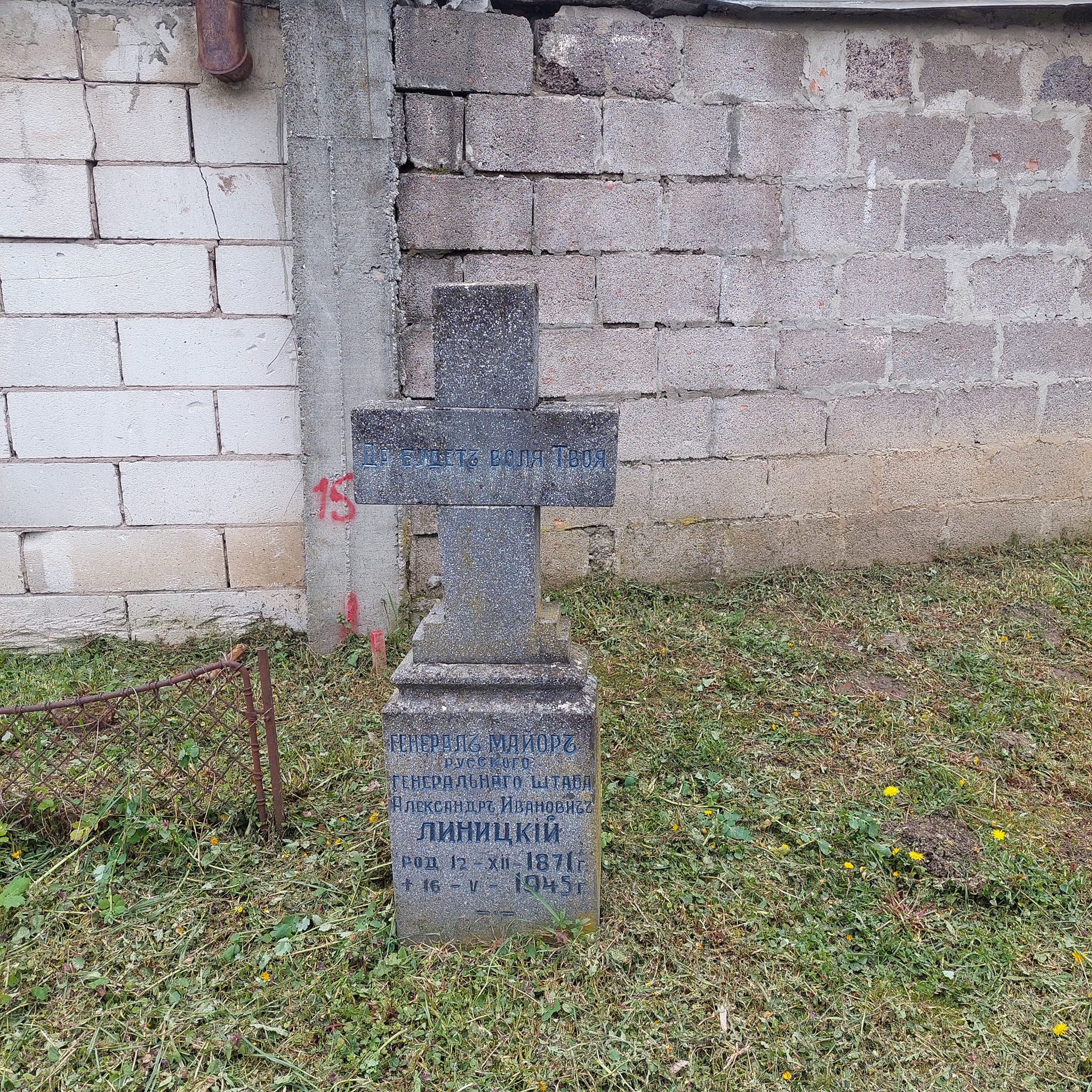
Могила О. Ліницького

## Нагороди
- Орден Святого Станіслава 3 ст. (1905)
- Орден Святого Станіслава 2 ст. (ВП 21.03.1913)
- мечі до ордена Св. Станіслава 2 ст. (ВП 25.05.1915)
- Орден Святої Анни 2 ст. з мечами (ВП 26.08.1915)
- Орден Святого Володимира 3 ст. з мечами (ВП 28.09.1916)
- Георгіївська зброя (ВП 12.01.1917)